# 소말릴란드의 국장

소말릴란드의 국장

소말릴란드의 국장은 1996년 10월 14일에 제정되었다.
노란색 원 안에는 천칭이 그려져 있으며, 커피색 독수리가 천칭을 잡고 있다. 독수리 아래에는 악수를 하고 있는 두 개의 손이 그려져 있으며, 원 양쪽을 올리브 가지가 감싸고 있다.
천칭 위쪽에는 비스밀라라는 문구 ("가장 인자하며 자비로운 알라의 이름으로 맹세한다")가 쓰여져 있다.
천칭은 소말리인 사이의 정의를 의미하며, 독수리는 민주주의의 상징이다.
악수를 하고 있는 두 개의 손은 소말릴란드 국민의 자유와 평등을, 올리브 가지는 소말릴란드 국민 간의 평화를 의미한다.
노란색은 소말릴란드의 국민과 찬란한 문화를 의미하며, 비스밀라는 소말릴란드의 국교인 이슬람교의 상징이다.

## 같이 보기
- 소말릴란드의 국기